# Cochemiea hutchisoniana
Cochemiea hutchisoniana, conocido comúnmente como biznaga de Calmalli, es una especie de planta suculenta perteneciente al género Cochemiea, dentro de la familia Cactaceae. Se distribuye desde el sur de California hasta el noroeste de México (Baja California) y anteriormente se le conocía como Mammillaria hutchisoniana.

## Descripción

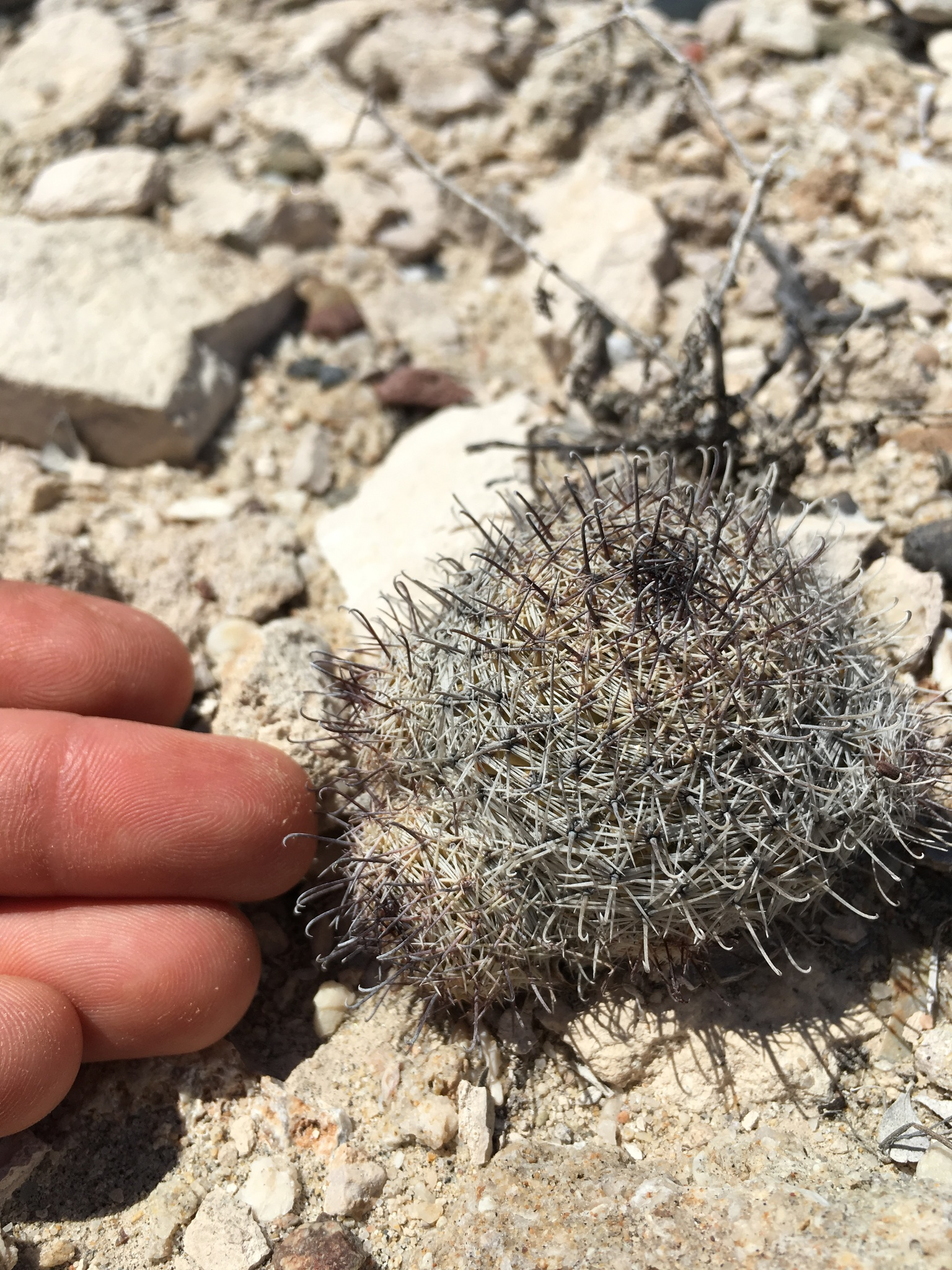
Vista de la planta

Cochemiea hutchisoniana es una especie de cactus que puede crecer individualmente o con múltiples brotes. Los tallos individuales son cilíndricos, de color verde oliva y alcanzan alturas de hasta 15 cm y diámetros de 4 a 6 cm. 
Los tallos están cubiertos de tubérculos cortos y cónicos dispuestos en espiral, no contienen savia lechosa (látex) y poseen axilas (espacio que hay entre los tubérculos) desnudas o apenas peludas. Sobre ellos se asientan areolas que tienen unas 4 espinas centrales en forma de aguja, de color marrón con la punta púrpura, de entre 0,7 y 1 cm de largo, siendo una de ellas (la más baja) generalmente ganchuda. También hay de 10 a 20 espinas radiales verticales, delgadas y con forma de aguja. Aunque inicialmente son de color púrpura a negro, con la edad se vuelven blancas, y su longitud está entre 0,5 y 0,8 cm.

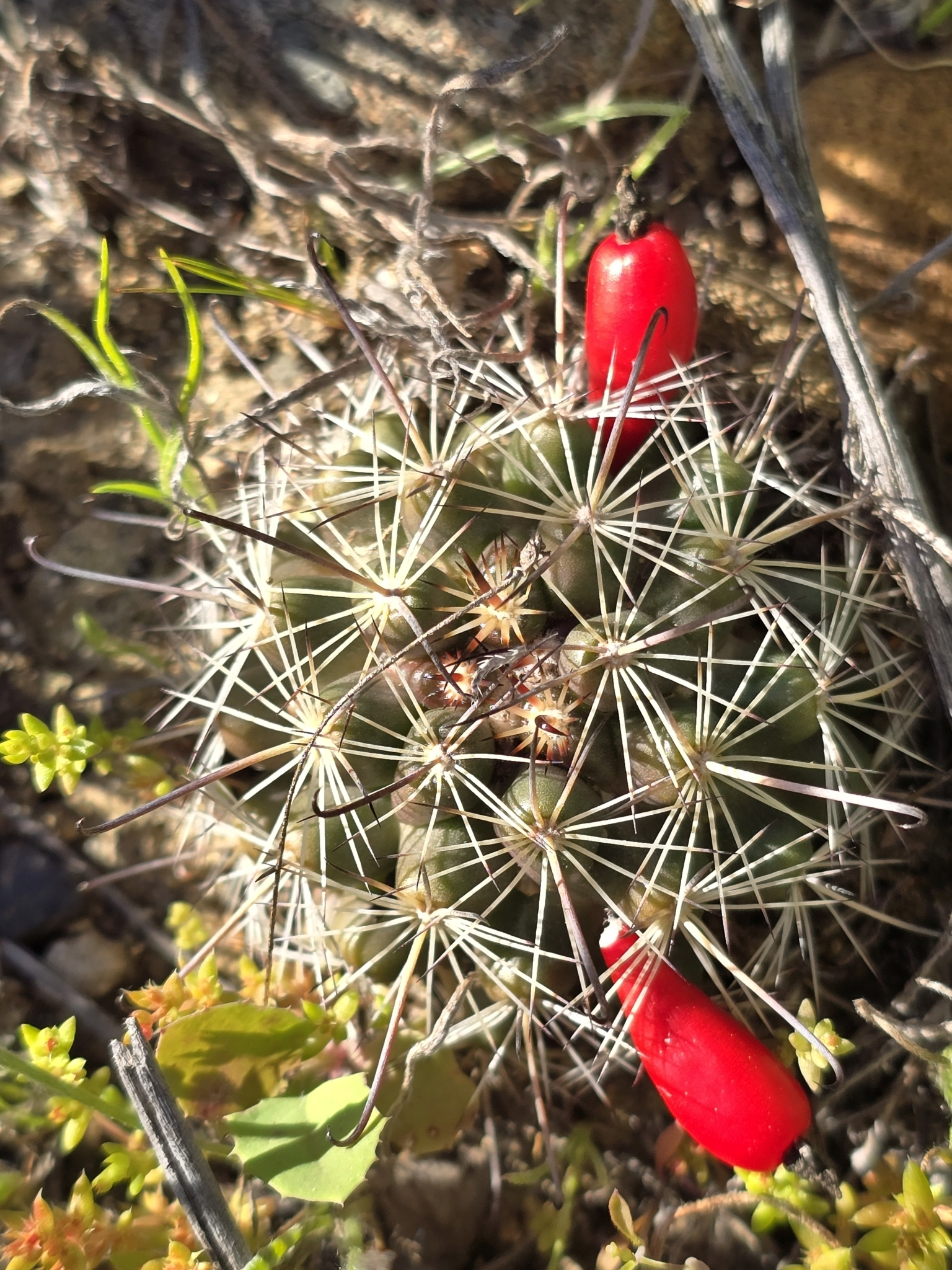
Detalle de los frutos

Las flores son de color ligeramente rosa a crema o blanco, tienen una franja central oscura y alcanzan diámetros de 2,5 a 3 cm. Los frutos son de color escarlata y con forma de maza. Miden 2 cm de largo y contienen semillas negras punteadas de menos de 1 milímetro de diámetro.

## Distribución y hábitat

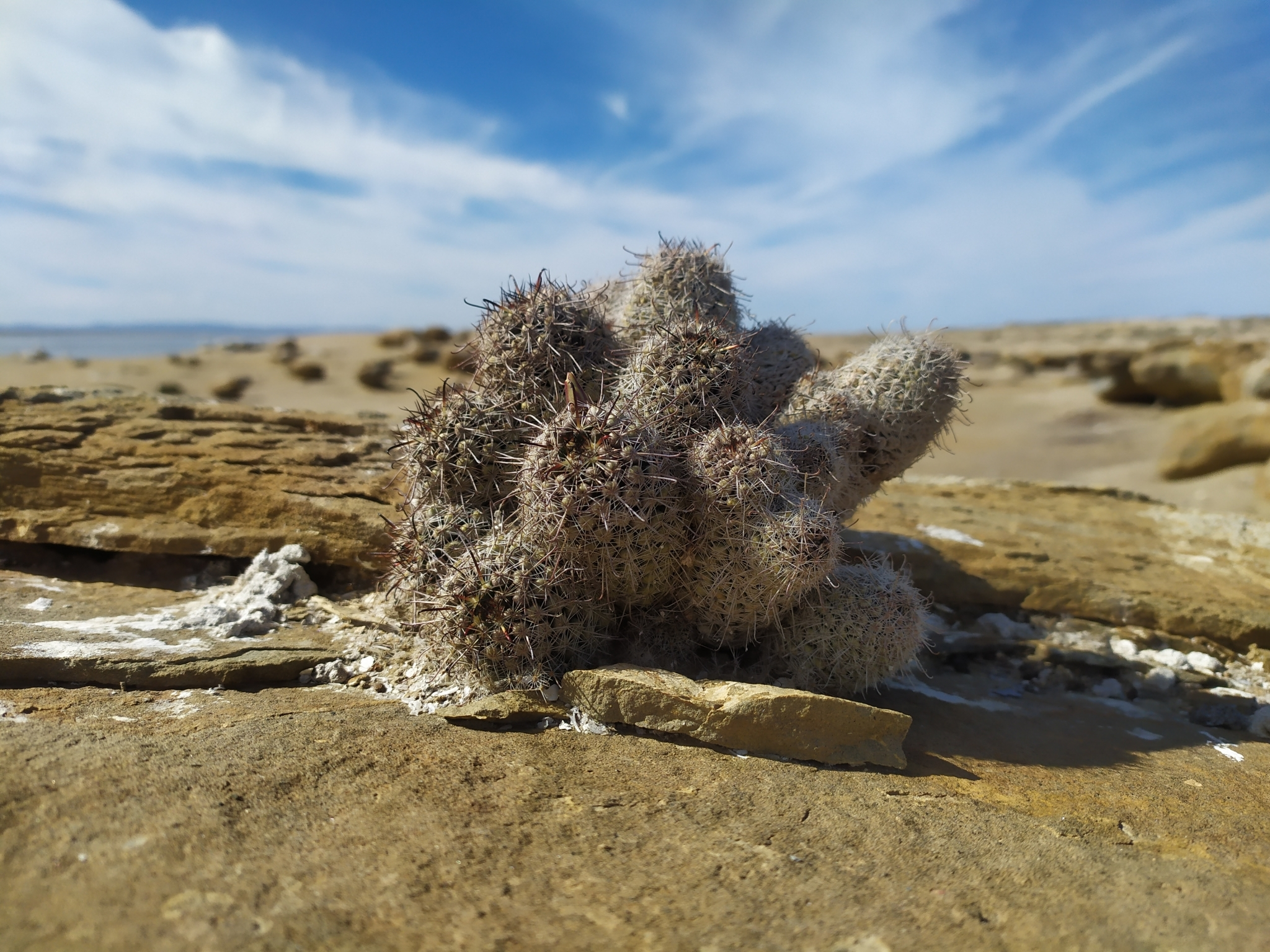
En su hábitat

El área de distribución nativa de esta especie es México (concretamente en el estado de Baja California) y crece principalmente en biomas desérticos o de matorrales secos.

## Taxonomía
La primera descripción de esta especie fue como Neomammillaria hutchisoniana, publicada en 1934 por el botánico estadounidense Howard Elliott Gates en la revista científica Cactus and Succulent Journal 6: 4.
Posteriormente, los botánicos Peter B. Breslin y Lucas C. Majure colocaron la especie en el género Cochemiea, pasando a llamarse Cochemiea hutchisoniana y anotando estos cambios en la revista científica Taxon 70: 319 en el año 2021.
Etimología
- Cochemiea: nombre genérico que hace referencia a la tribu indígena Cochimí, que en el pasado ocupó un gran territorio de Baja California y cuya área es parte del área de distribución natural de este género.
- hutchisoniana: epíteto específico otorgado en honor al experto en cactus estadounidense Theodore (Ted) Hutchison (1904-1974).[5]

### Subespecies
Actualmente se distinguen dos subespecies:
| Imagen | Subespecie                                                 | Descripción | Distribución                         |
| ------ | ---------------------------------------------------------- | --- | ------------------------------------ |
|        | Cochemiea hutchisoniana subsp. hutchisoniana               | Tiene número variable de espinas radiales y flores de color crema.                                                      | Noroeste de México (Baja California) |
|        | Cochemiea hutchisoniana subsp. louisae (G.E.Linds.) Majure | Tiene alrededor de 11 espinas radiales y flores de color blanco a rosa claro con venas centrales de color rosa lavanda. | Noroeste de México (Baja California) |

Sinonimia
- Sinónimos de Cochemiea hutchisoniana subsp. hutchisoniana: (no tiene)
- Sinónimos de Cochemiea hutchisoniana subsp. louisae:
  - Bartschella hutchisoniana subsp. louisae (G.E.Linds.) Doweld (2000)
  - Mammillaria goodridgei var. louisae (G.E.Linds.) Neutel. (1986)
  - Mammillaria hutchisoniana subsp. louisae (G.E.Linds.) D.R.Hunt (1997)
  - Mammillaria louisae G.E.Linds. (1960)
  - Neomammillaria louisae (G.E.Linds.) Y.Itô (1981)

## Estado de conservación
En la Lista Roja de Especies Amenazadas de la UICN, la especie está clasificada como de “Preocupación Menor (LC)”.

## Usos

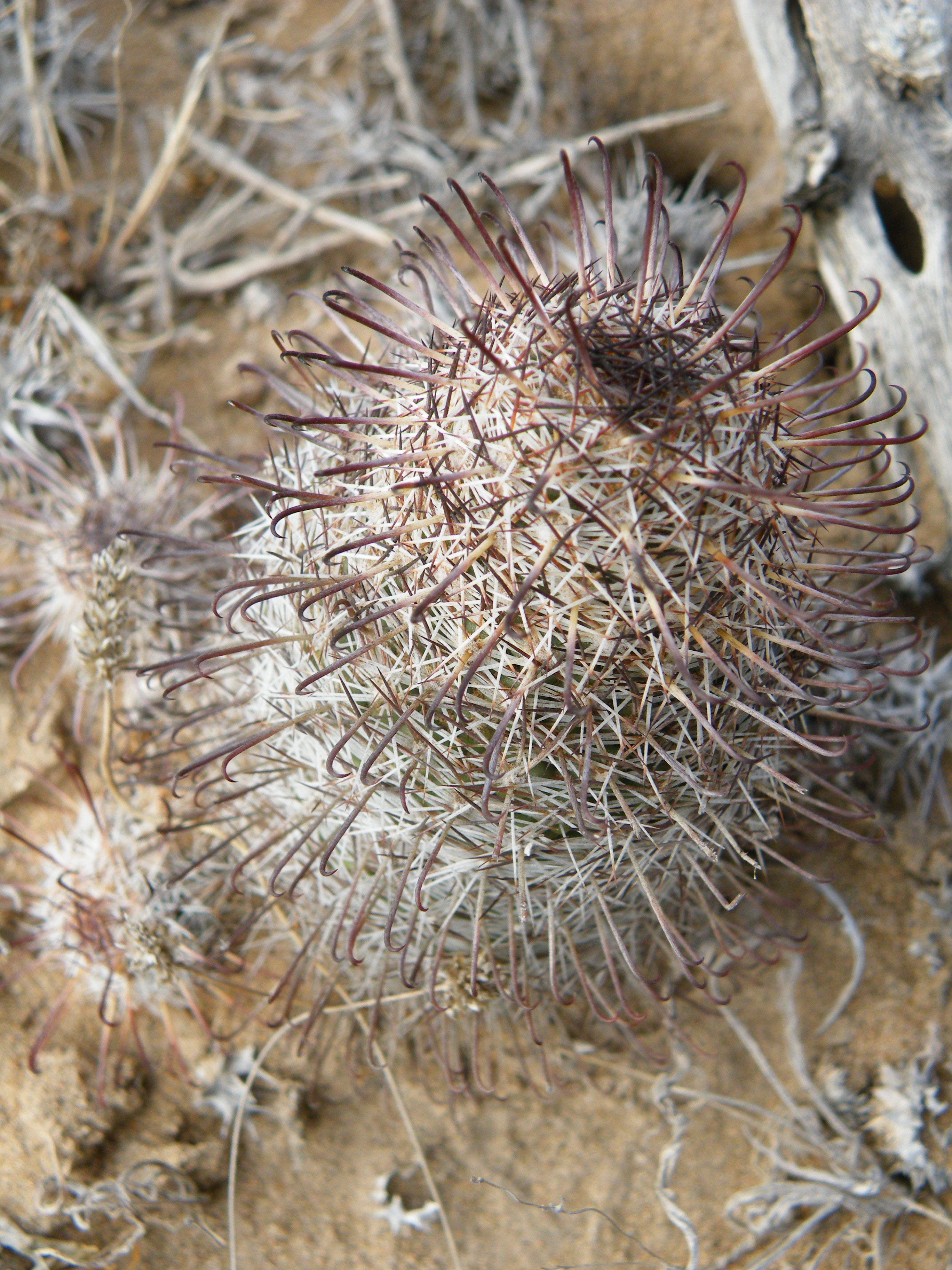
Vista de la planta

Se cultiva principalmente como planta ornamental y su propagación se realiza a través de esquejes o semillas.